# Робин Госенс
Робин Госенс (на немски: Robin Gosens) е германски футболист, полузащитник, който играе за италианския Фиорентина.

## Кариера

### Витесе
Роден в Емерих ам Рейн, Госенс тренира футбол в местните клубове Фортуна Елтен, Бохолт и Реде, преди да се присъедини към академията на Витесе на 4 юли 2012 г. На 13 август 2013 г. той подписва първия си професионален договор с клуба. Преди това се проваля на пробна тренировка с гранда от Бундеслигата Борусия Дортмунд. Самият Госенс го описва като фиаско.

### Дордрехт
На 14 януари 2014 г. Госенс е даден под наем на ФК Дордрехт до края на сезона. Той прави своя професионален дебют три дни по-късно, започвайки при домакинско равенство 1:1 срещу С. Б. В. Екселсиор.
Госенс отбелязва първия си гол на 7 февруари, отбелязвайки втория при домакинска победа с 6:1 срещу ФК Емен. Той играе в 20 мача по време на кампанията (включително плейофите), като отборът му завършва втори и се завръща в Ередивизи след деветнадесетгодишно отсъствие.
На 29 май 2014 г. наемът на Госенс е подновен за още една година и той прави своя дебют в Ередивизи на 9 август, изигравайки пълни 90 минути при победарта с 2:1 като гост срещу Хееренвеен.

### Хераклес
На 4 юни 2015 г. е обявено, че Госенс е преминал със свободен трансфер в Хераклес.

### Аталанта
На 2 юни 2017 г. е обявено, че Госенс преминава в италианския Аталанта. На 18 септември 2019 г. Госенс дебютира в Шампионската лига срещу Динамо Загреб. На 11 декември 2019 г. той вкарва първия си гол в Шампионската лига при победата с 3:0 като гост над Шахтьор Донецк. На 25 ноември 2020 г. вкарва втория си гол в Шампионската лига при победата с 2:0 като гост над Ливърпул на Анфийлд.
Госенс се утвърждава като един от най-добрите бекове в Серия А, превъзхождайки както в нападение, така и в защита. През сезони 2019/20 и 2020/21 той е един от голмайсторите на Аталанта за сезона, отбелязвайки 10 гола и 12 гола, безпрецедентно високи числа за защитник. На 14 септември 2021 г. отбелязва изравнителния гол за Аталанта при равенството 2:2 като гост срещу Виляреал в първия мач от сезон 2021/22 на Шампионска лига.

### Интер
На 27 януари 2022 г. Интер Милано обявява подписването на Госенс под наем до края на сезона, със задължение за закупуване, ако бъдат изпълнени определени условия. На 12 октомври 2022 г. той отбелязва първия си гол в Шампионската лига с Интер при равенството 3:3 като гост срещу ФК Барселона на Камп Ноу.
На 10 юни 2023 г. той играе във финала на Шампионската лига като влиза резерва през второто полувреме, което завършва с поражение с 0:1 срещу Манчестър Сити.

### Унион Берлин
След година и половина с Интер, Госенс преминава в Унион Берлин през август 2023 г. С този ход той изпълня мечтата си да играе в Бундеслигата. Според съобщения в медиите трансферната сума е около 15 милиона евро, което го прави рекордният трансфер на Унион Берлин. Преди това Волфсбург също изразява интерес към левия бек.
Госенс прави дебюта си в Бундеслигата като резерва на 20 август на при домакинската победа с 4:1 над Майнц 05 в първия мач от сезона. Следващата седмица на 26 август, той е титуляр в Бундеслигата, вкарвайки два гола за Унион Берлин при победата с 4:1 като гост над Дармщат.

## Национален отбор
На 25 август 2020 г. Госенс получава първата си повиквателна за националния отбор на Германия. Той дебютира на 3 септември, започвайки в мача от Лигата на нациите 2020/21 срещу Испания.
На 19 май 2021 г. е включен в състава за Евро 2020. На 19 юни 2021 г. Госенс отбелязва гол и прави асистенция при победата с 4:2 над Португалия в мач от груповата фаза на Евро 2020, за което е награден със Звездата на мача.

## Личен живот
Госенс е роден в семейство на баща нидерландец и майка германка, поради което има две гражданства.

## Отличия
Интер
- Купа на Италия (2) : 2021/22, 2022/23
- Суперкупа на Италия (1) : 2022

Индивидуални
- Отбор на годината в Серия А: 2019/20[30]